# Скальник
Скальник (пол. Skalnik) — лемківське село в Польщі, у гміні Новий Змигород Ясельського повіту Підкарпатського воєводства.
Населення — 311 осіб (2011).

## Розташування
Лежить у верхів'ях річки Віслока на північних схилах Низьких Бескидів.
Знаходиться за 6 км до центру гміни села Новий Змигород, 21 км до повітового центру Ясло і 64 км до воєводського центру Ряшева.

## Історія
Заснування парафії у Скальнику пов'язують з місією Кирила і Мефодія у 863 р., також із ними пов'язують ікону Матері Божої Скальницької. Перша церква була збудована з модрини, стояла в оточенні тисячолітніх дубів, з яких один зберігся досі. Скальницьким шляхом в Угорщину здійснював місію в 984 р. празький єпископ святий Войцех. Парафію згадує Ян Длугош в 1470 р. Перша відома візитація парафії Скальник відбулася в 1565—1570 рр., до неї належали також Дошниця і Березова. Податковий реєстр 1581 р. засвідчує 2,5 селянських ланів, 2 коморники без тяглової худоби і тартак.
У 1939 р. було з 340 жителів села — 110 українців і 230 поляків.
До 1945 р. греко-католики села належали до парафії Дошниця Дуклянського деканату, до якої також входили Галбів, Явір'я, Березова і Кути. Метричні книги провадились від 1784 р.
У 1945 році частину українців було переселено на схід України, а решту (5 осіб) в 1947 році між 25 і 31 травня в результаті операції «Вісла» було депортовано на понімецькі землі Польщі, на їх місце були поселені поляки.
У 1975—1998 роках село належало до Кросненського воєводства.

## Демографія
Демографічна структура станом на 31 березня 2011 року:
|          | Загалом | Допрацездатний вік | Працездатний вік | Постпрацездатний вік |
| -------- | ------- | ------------------ | ---------------- | -------------------- |
| Чоловіки | 150     | 29                 | 109              | 12                   |
| Жінки    | 161     | 32                 | 102              | 27                   |
| Разом    | 311     | 61                 | 211              | 39                   |